# 카스가 노조미
카스가 노조미(일본어: 春日 望, 1995년 6월 30일 ~ )는 일본의 성우이다. 스왈로우 소속으로 효고현 출신이다. 2016년 가을, 키즈나 아이에 목소리를 제공하고있다.

## 인물
클레어 보이스 양성소 졸업생. 2018년 1월 1일보다 준 소속되어, 2019년 1월 1일보다 긍정적 소속이되었다

## 출연 작품

### TV 드라마
2015년
- 스타뮤(여자)

2017년
- 타임 보칸 24(아이)

2018년
- 플래닛 위드

2019년
- 그란벨름(하야시 미미)

2020년

### 극장판 애니메이션
2020
- 극장판 시로바코